# UmJammer Lammy
Um Jammer Lammy (ウンジャマ・ラミー, Un Jama Ramī) é um spinoff da série PaRappa the Rapper, lançado originalmente em 18 de março de 1999 no Japão, e posteriormente nos Estados Unidos e nas regiões PAL. O jogo coloca os jogadores no controle de Lammy, uma guitarrista da banda fictícia MilkCan. O estilo do jogo é similar ao de PaRappa the Rapper, com foco em música e ritmo, mas, neste caso, a gameplay gira em torno de uma guitarra, oferecendo uma experiência musical em um cenário mais voltado ao rock, heavy metal e outros gêneros de música. 
A versão arcade do jogo, chamada Um Jammer Lammy NOW!, foi uma colaboração com a Namco. Esta versão apresentava gráficos atualizados, uma lista de músicas modificada e a adição de um controlador de guitarra especial, o Guita'rn Table, além de ajustes nos níveis para facilitar a jogabilidade.

## História
A história de Um Jammer Lammy segue a jornada de Lammy, uma guitarrista da banda fictícia MilkCan, enquanto ela enfrenta uma série de obstáculos antes de seu show. No começo, Lammy tem um sonho surreal onde encontra Chop Chop Master Onion, que a guia por uma série de eventos que prenunciam os desafios de cada nível. Após acordar, ela tem apenas 15 minutos para chegar a tempo do show e começa sua jornada enfrentando uma série de eventos inusitados, como apagar um incêndio e ajudar a colocar bebês para dormir. Cada desafio é resolvido com confiança adquirida através do sonho, onde as palavras de Chop Chop Master Onion servem de motivação.
Durante o jogo, Lammy também enfrenta situações como pilotar um avião em uma condição de emergência e passar por um processo de ressuscitação, com a ajuda de personagens como Teriyaki Yoko. Após superar esses obstáculos, ela finalmente chega ao seu show, onde compartilha sua experiência com os outros membros da banda, Ma-san e Katy, que também vivenciaram suas próprias jornadas.
O enredo é uma mistura de comédia e surrealismo, com cada nível representando um novo desafio, onde a confiança de Lammy é reforçada pela ideia de que "sua guitarra está em sua mente". O jogo termina com a banda MilkCan se apresentando no show.

### A história com Parappa
Em Um Jammer Lammy, Parappa, PJ Berri e Sunny Funny aparecem brevemente para ajudar Katy na preparação para o show ao vivo do MilkCan. No entanto, Parappa e PJ acabam se desmotivando depois de levarem as descrições de Katy dos outros membros da banda de forma muito literal. Eles, então, decidem formar sua própria banda de rock, mas seu projeto acaba sendo insatisfatório, principalmente devido à obsessão de PJ com o güiro, um instrumento musical de percussão, que acaba afetando a qualidade da banda.

## Gameplay
O jogo é composto por sete fases, cada uma com seu próprio tema e estilo musical. O jogo segue uma estrutura semelhante aos jogos da série PaRappa the Rapper, combinando a jogabilidade de ritmo com uma narrativa peculiar. Além do modo de história principal, os jogadores têm acesso a vários modos alternativos, como o modo VS (versus) e o modo Team (onde se pode jogar com Parappa ou Rammy), assim como a opção de jogar sozinho com Parappa. Uma peculiaridade é que, no modo de Parappa, as falas do professor são modificadas para que ele possa rimá-las, embora as músicas sejam basicamente as mesmas, com a exceção do primeiro estágio, que não está presente no modo de Parappa.
1. Stage 1: I Am A Master And You!
2. Stage 2: Fire Fire!!
3. Stage 3: Baby Baby!!
4. Stage 4: Fright Flight!!
5. Stage 5: Power Off! Power On!
6. Stage 6: Taste Of Teriyaki
7. Stage 7: Got To Move!

Cada estágio oferece uma música e desafio únicos, e o jogador deve seguir o ritmo para progredir. O modo de jogo exige que o jogador aperte os botões no momento certo, seguindo o ritmo da música para que a personagem Lammy possa completar suas tarefas, seja apagando incêndios ou pilotando aviões.

## Censura
Embora Um Jammer Lammy tenha sido bem recebido, sua versão americana passou por uma série de censuras significativas. Um dos cortes mais notórios envolveu a remoção de referências religiosas, particularmente uma cena em que Lammy escorregaria em uma casca de banana, morreria e seria enviada para o inferno. Essa cena foi alterada na versão americana para que Lammy fosse atirada em uma ilha, devido à classificação "T for Teens" original, que foi descartada para permitir uma classificação "E for Everyone" da ESRB.

Além disso, várias mudanças nas letras das músicas foram feitas, como a substituição de referências ao diabo e um anjo "mau" na música do Estágio 6. A frase "cortar árvores para se divertir" foi modificada para "saber que estamos aqui para se divertir", a fim de evitar qualquer interpretação negativa, especialmente em relação ao público jovem.
1. 1 2 3 4 5  «Um Jammer Lammy». www.playstationmuseum.com. Consultado em 16 de dezembro de 2024
2. 1 2 3  Square, Push (3 de fevereiro de 2023). «Um Jammer Lammy (PS1)». Push Square (em inglês). Consultado em 16 de dezembro de 2024